# Lamprosema salomonalis
Lamprosema salomonalis is een vlinder uit de familie grasmotten (Crambidae), uit de onderfamilie van de Spilomelinae. De wetenschappelijke naam van deze soort is voor het eerst gepubliceerd in 1910 door Thomas Bainbrigge Fletcher.
De soort komt voor in het Brits Indische Oceaanterritorium (Chagosarchipel).